# Wiler (Lötschen)
Wiler (Lötschen) es una comuna suiza del cantón del Valais, situada en el semi-distrito de Raroña occidental. Limita al norte con la comuna de Kandersteg (BE), al este con Blatten, al sur con Raroña y Niedergesteln, y al oeste con Kippel.
El 28 de mayo de 2025, se llevaron a cabo evacuaciones preventivas a lo largo del río Lonza en Wiler y Kippel ante el riesgo de inundación por una posible ruptura de una presa de escombros después del colapso del glaciar Birch, que sepultó la localidad de Blatten.